# Дисни (Оклахома)
Дисни (енгл. Disney) град је у америчкој савезној држави Оклахома.

## Демографија
По попису из 2010. године број становника је 311, што је 85 (37,6%) становника више него 2000. године.
| Група             | 2000.       | 2010.       |
| Белци             | 182 (80,5%) | 226 (72,7%) |
| Афроамериканци    | 1 (0,4%)    | 0 (0,0%)    |
| Азијати           | 0 (0,0%)    | 0 (0,0%)    |
| Хиспаноамериканци | 1 (0,4%)    | 2 (0,6%)    |
| Укупно            | 226         | 311         |